# Pandeidae
Pandeidae is een familie van neteldieren uit de klasse van de Hydrozoa (hydroïdpoliepen). 

## Geslachten
- Amphinema Haeckel, 1879
- Annatiara Russell, 1940
- Barnettia Schuchert, 1996
- Catablema Haeckel, 1879
- Cirrhitiara Hartlaub, 1914
- Eutiara Bigelow, 1918
- Geomackiea Mills, 1985
- Halitholus Hartlaub, 1914
- Larsonia Boero, Bouillon & Gravili, 1991
- Leuckartiara Hartlaub, 1914
- Merga Hartlaub, 1914
- Neoturris Hartlaub, 1914
- Nudiclava Lloyd, 1907
- Octotiara Kramp, 1953
- Pandea Lesson, 1843
- Pandeopsis Kramp, 1959
- Pelagiana Borstad & Brinckmann-Voss, 1979
- Perigonella Stechow, 1921
- Stomotoca L. Agassiz, 1862
- Timoides Bigelow, 1904
- Zanclonia Hartlaub, 1914